# Jean-Luc Ettori
Jean-Luc Ettori (Marselha, 29 de julho de 1955) é um ex-futebolista francês. Ele competiu na Copa do Mundo FIFA de 1982, sediada na Espanha, na qual a seleção de seu país terminou na quarta colocação dentre os 16 participantes. Jogou toda sua carreira e posteriormente foi treinador da AS Monaco, onde fez 755 partidas, recorde da equipe monegasca.

## Títulos
AS Monaco
- Campeonato Francês: 1977–78, 1981–82 e 1987–88
- Copa da França: 1979–80, 1984–85 e 1990–91
- Supercopa da França: 1985